# Redwillow River
Der Redwillow River ist ein etwa 160 km langer linker Nebenfluss des Wapiti River in den kanadischen Provinzen Alberta und British Columbia. Namengebend ist vermutlich der als „Redwillow“ bezeichnete Seidige Hartriegel (Cornus sericea).

## Flusslauf
Der Redwillow River hat seinen Ursprung im Stony Lake im Hügelvorland der Kanadischen Rocky Mountains im Nordosten von British Columbia. Er fließt in östlicher Richtung durch die Pouce Coupé Prairie im Süden des Peace River Country nach Alberta. Auf dem Weg zur Grenze nach Alberta durchfließt er den Tumbler Ridge UNESCO Global Geopark. In seinem weiteren Verlauf beginnt der Redwillow River Mäander auszubilden. Etwa 4 Kilometer oberhalb der Mündung in den Wapiti River trifft der wichtigste Nebenfluss, der Beaverlodge River, von Norden kommend links auf den Redwillow River. Sein Einzugsgebiet umfasst ungefähr 3300 km², wobei die Hälfte davon vom Beaverlodge River beigesteuert wird.

## Hydrologie
Am Pegel 07GD004, bei Flusskilometer 53 südlich von Rio Grande gelegen, beträgt der mittlere Abfluss (MQ) für den Zeitraum 1993–2021 5,85 m³/s. Die größten monatlichen mittleren Abflüsse treten im Mai und im Juni auf und liegen zwischen 12,4 und 12,6 m³/s.